# 塞爾吉奧·帕特
塞爾吉奧·文森佐·罗伯托·帕特（荷蘭語：Sergio Vincenzo Roberto Padt；1990年6月6日—），荷蘭足球運動員，司職守門員，現效力保加利亞足球甲級聯賽球隊盧多戈雷茨。

## 俱樂部生涯
2011年6月29日，阿積士和根特就塞爾吉奧·帕特轉會一事達成協議。帕特將立即轉會根特，他原本與阿積士的合約將在2012年6月30日到期。
保加利亞足球甲級聯賽球隊盧多戈雷茨官方宣佈，球隊簽下格羅寧根門將帕特。

## 外部連結
- worldfootball.net：塞爾吉奧·帕特之統計數據 （英文）
- 塞尔吉奥·帕特 （页面存档备份，存于）在Voetbal中的国家队档案 （荷蘭語）
- Netherlands stats at OnsOranje，存档于（存檔日期 2012-09-21）